# سیارک ۱۴۹۹۶۸
سیارک ۱۴۹۹۶۸ (به انگلیسی: 149968 Trondal، نامگذاری:2005TF152) صد و چهل و نه هزار و نهصد و شصت و هشتمین سیارک کشف شده‌است که در ۱۱ اکتبر ۲۰۰۵ کشف شد.